# 土卫十九

土卫十九又稱為「伊米爾」(S/2000 S 1, Ymir)，是环绕土星运行的一颗卫星。

## 概述
土卫十九是2000年8月7日被一个由布雷特·格莱德曼和约翰·卡佛拉斯领导的天文学家小组在智利拉-西拉的欧洲南方天文台发现的。他最初的临时名字是S/2000 S 1，后来用北欧神话中的一个冰巨人命名为伊米尔。

## 轨道数据
土卫十九环绕土星的椭圆形轨道的平均半径是23,130,000千米，它的公转周期是1315日又8小时。其偏心率为0.3339，相对于土星的赤道它的轨道的倾角为173.104°。因此它的公转方向与土星的自转方向相反。

## 构造和物理数据
土卫十九的直径为16千米，它的密度为2.3g/cm3，比土星的其它卫星较高，它可能主要由冰加上很多硅土组成。它的表面比较暗，其反照率仅为0.06，也就是说，只有6%的入射阳光被反射。
它的亮度只有21.7等，因此是一个极暗的天体。